# Гардстайл
Гардстайл (англ. Hardstyle, укр. гардстайл, дослівно — важкий стиль) — це електронний танцювальний жанр, що виник наприкінці 1990-х років у Нідерландах, Бельгії та Італії. Гардстайл поєднує в собі техно, нью-біт та гардкор.
Жанр отримав комерційне визнання в 2010-х роках, коли гардстайл-виконавці виступали на найбільших сценах EDM по всьому світу.
Гардстайл вплинув на інші стилі електронної танцювальної музики, такі як біґ-рум гаус, що почав поділяти схожість з гардстайлом, наприклад, структуру, ритм. Гардстайл також мав великий вплив на френчкор та геппі-кор, що стали популярними наприкінці 2010-х років серед гардстайл-аудиторії після того, як продюсери почали застосовувати до цих жанрів техніку продюсування і мелодику гардстайлу.

## Важливі події
- Defqon.1
- Mysteryland
- Qlimax
- Reverze
- Sensation Black
- The Qontinent
- Decibel Outdoor
- Intents Festival
- Rebirth Festival
- Knockout Outdoor
- Basscon Wasteland
- Electric Daisy Carnival (Basscon Stage)
- Tomorrowland
- So W'Happy Festival

## Найвідоміші лейбли
- Dirty Workz
- Fusion Records
- Q-dance
- Scantraxx